# Tomomitsu Niimi
Tomomitsu Niimi (新実 智光, * 9. März 1964 in Okazaki; † 6. Juli 2018 in Osaka) war ein Mitglied der Sekte Aum Shinrikyo und in deren Hierarchie der „Innenminister“ (Er trug den Titel „Seigoshi“.)
Er wurde wegen diverser Morde, darunter auch der Beteiligung am Giftgasanschlag am 20. März 1995, zum Tode verurteilt und hingerichtet.

## Verbrechen
Der Richter Yujiro Nakatani gab an, dass Niimis Verbrechensserie 1989 mit dem Mord an Shuji Taguchi begann, der die Aum-Religion hatte verlassen wollen. Später ermordete Niimi auch Tsutsumi Sakamoto und dessen Frau und Sohn.

### Ermordung der Familie Sakamoto
Ende der 80er Jahre, begann der Anwalt Sakamoto die Aum-Religion zu untersuchen und deckte diverse Ungereimtheiten auf, die er in einer Radiosendung ansprach. Aum-Anhänger beschuldigten ihn daraufhin der religiösen Verfolgung.
In der Hoffnung auf eine Einigung zusammen mit Aum lud Sakamoto deren Vertreter am Abend des 31. Oktober 1989 zu einem Treffen ein, das äußerst antagonistisch verlief. Sakamoto beendete es mit der Aussage, dass er im Begriff sei, Betrugsanschuldigungen gegen Asahara im Radio zu veröffentlichen.
Asahara teilte daraufhin Niimi, Hideo Murai sowie Satoru Hashimoto, Kiyohide Hayakawa, Okasaki und Tomomasa Nakagawa mit, dass „es keine andere Wahl gebe, als Sakamoto zu töten“.

### Vorbereitung eines Botulin-Anschlages
Kiyohide Hayakawa erwähnte während seines Gerichtsprozesses, dass er und 4 weitere Personen – darunter Tomomitsu Niimi – im Frühjahr 1990 nach Akanko auf Hokkaido sowie auf die Insel Kunaschir reisten, um Botulinumtoxin aus Bodenproben zu gewinnen.

### Sarinanschlag im Dezember 1993
Im Dezember 1993 baute der Aum-Anhänger Takizawa mit mehreren Mitarbeiter  einen 2-Tonnen-Lastwagen um und installierten eine Anlage zur Sarinverdampfung auf Anweisung von Murai.  In einem Stahlkasten auf der Ladefläche sollte Sarin über einem offenen Gasherdfeuer erhitzt werden.
Während des Einsatzes fing er Lastwagen Feuer, und Niimi der Fahrer, sowie Murai mussten den Wagen fluchtartig verlassen.
Niimi wurde schwer vergiftet und musste durch eine Injektion mit Atropin und Pralidoxim-Jod gerettet werden.

### Phosgenanschlag am 20. September 1994
Tomomitsu Niimi fuhr nachts gemeinsam mit anderen Aum-Mitgliedern zur Wohnung der Journalistin Shoko Egawas und leitete Phosgengas durch den Briefschlitz, in der Absicht Egawa zu töten.
Egawa hatte zuvor zwei Anti-Aum-Bücher sowie kritische Artikel geschrieben. Sie musste ins Krankenhaus eingeliefert werden, überlebte aber.

### VX-Anschlag am 12. Dezember 1994
Am 12. Dezember 1994 injizierte Niimi Takahito Hanaguchi auf offener Straße in Osaka, VX. Hanaguchi, hatte das Aum-Hauptquartier zahlreiche Male besucht, weshalb Aum-Führer glaubten er sei ein Agent der Polizei.

### VX-Anschlag am 4. Januar 1995
Tomomitsu Niimi griff Hiroyuki Nagaoka, Leiter einer Aum Shinrikyo-Opfervereinigung, auf einem Parkplatz mit VX-Nervengas an verletzte ihn.
Nakaoka lag für mehrere Wochen im Koma, aber erholte sich.

### Sarinanschlag am 20. März 1995
Beim Versuch, Daisaku Ikeda mittels eines Sarin-Sprühgerätes zu töten, vergiftete Niimi sich versehentlich selbst, wurde aber von Kiyohide Hayakawa durch eine Injektion von Atropin oder Pralidoxim gerettet.
Gemeinsam mit Ikuo Hayashi begab sich Niimi am 20. März 1995 zur U-Bahn Tokios. Niimi, besorgte zuvor Zeitungen – Seikyo Shimbun (eine Publikation der großen buddhistischen Gruppierung Soka Gakkai) und Akahata (»Rote Fahne«): – um die Plastikbeutel mit dem Sarin darin einzuwickeln.
Nachdem Hayashi Sarin in einem Zug ausgebracht hatte, fuhr er mit Niimi davon.

## Verfahren und Hinrichtung
Nachdem Niimi festgenommen wurde, gab er im Prozess an, er glaube weiter an die Überlegenheit Asaharas und bereue nichts. Er wurde zum Tode verurteilt und am 6. Juli 2018 im Zentralgefängnis Tokios erhängt.